# Дрим, Жорж ван
Жорж ван Дрим (нидерл. George van Driem, род. 1957) — лингвист, профессор исторического языкознания и заведующий Лингвистическим институтом (нем. Institut für Sprachwissenschaft) Бернского университета.

## Исследования
С тех пор, как он занимался тангутскими рукописями двенадцатого века в годы перестройки в Ленинградском филиале Института востоковедения АН СССР (в настоящее время — Институт восточных рукописей РАН), Джордж ван Дрим пользуется и русским именем Юрий Юрьевич. С 1983 г. Дж. ван Дрим занимается полевыми исследованиями в Гималаях. По поручению бутанского государства он составил грамматику государственного языка дзонг-кэ, его фонологическую романизацию и лингвистический атлас королевства. В соавторстве с Кама Цхэрингом (дзонг-кэ ཀརྨ་ཚེ་རིང་) он написал один из лучших учебников языка дзонг-кэ. Он также написал грамматики двух языков восточного Непала, лимбу и думи, относящихся к кластеру киранти, и грамматику языка бумтханг (фонетическая транскрипция автолингвонима — [bumthaŋ-kha]), распространенного в центральном Бутане. В 2001 г. появилась его двухтомная энциклопедия языков и народностей Гималаев под названием «Languages of the Himalayas». В сотрудничестве с государственными органами Бутана и Непала он брал пробы ДНК у многих туземных народностей Гималаев.

## Деятельность
В Берне Джордж ван Дрим заведует программой исследований «Определение стратегических задач на субконтиненте» (нем. Strategische Zielsetzungen im Subkontinent), которая ставит целью описание исчезающих и малоизвестных языков Южной Азии. Эта научная программа представляет собой продолжение и диверсификацию проекта «Языки Гималаев» (англ. Himalayan Languages Project), который пользовался большим успехом в Лейденском университете, где Дж. ван Дрим заведовал кафедрой описательной лингвистики до 2009 г. Его команда опубликовала описания, словари и морфологически анализированные тексты более чем дюжины малоизвестных языков Гималаев, многие из которых находятся под угрозой исчезновения.
Его исследования привели к лучшему пониманию древнейшей этнолингвистической истории Азии. На основе лингвистических доказательств и данных популяционной генетики он пришёл к выводу, что древние мяо-яо и древние австроазиаты, вероятно, были первоначальными изобретателями рисового земледелия. Он представил хорошо обоснованную теорию о прародине и последующем распространении австроазиатской и тибето-бирманской языковых семей, а также семьи мяо-яо. Он отвергал сино-тибетскую филогению, которую он заменял подлинной тибето-бирманской моделью. В 2004 г. для этой языковой семьи он предложил нейтральное географическое название «транс-гималайская». Он разрабатывал дарвинистскую лингвистическую теорию под названием симбиосизм, на почве которой развивалась философия симбиомизма.
С 2001 года, в сотрудничестве с генетиком Петером де Кнейффом (нидерл. Peter de Knijff), Дж. ван Дрим собрал образцы ДНК более чем 2000 добровольцев в Непале и Бутане, с регистрацией родного языка каждого из добровольцев, для изучения корреляции между генами и языками. На основании данной работы он предложил пересмотреть классификацию языков: вместо термина сино-тибетская семья он предложил вести речь о тибето-бирманской семье, ветвью которой он считал китайский язык с его диалектами.
Дж. ван Дрим высказал гипотезу, согласно которой язык бурушаски связан не с древнейшим населением Гиндукуша, а с волной миграции представителей карасукской культуры, которая происходила параллельно миграции индоарийских народов.

## Публикации
- van Driem, George (2011). «The ethnolinguistic identity of the domesticators of Asian rice». Comptes Rendus Palevol, doi:10.1016/j.crpv.2011.07.004.
- van Driem, George (2011). «Tibeto-Burman subgroups and historical grammar». Himalayan Linguistics, 10 (1): 31-39.
- van Driem, George (2008). «The origin of language: Symbiosism and Symbiomism», pp. 381–400 in John D. Bengtson, ed., In Hot Pursuit of Language in Prehistory. Amsterdam: John Benjamins.
- van Driem, George (2007). «The diversity of the Tibeto-Burman language family and the linguistic ancestry of Chinese», Bulletin of Chinese Linguistics, 1 (2): 211—270.
- van Driem, George. Austroasiatic phylogeny and the Austroasiatic homeland in light of recent population genetic studies (англ.) // Mon-Khmer studies: a journal of Southeast Asian languages and cultures : journal. — 2007. — No. 37. — P. 1—14.
- van Driem, George (2005), The Language Organism: The Leiden theory of language evolution, in Minett, James W.; Wang, William S-Y. (eds.), Language Acquisition, Change and Emergence: Essays in Evolutionary Linguistics (PDF), Hong Kong: City University of Hong Kong Press, pp. 331–340, Архивировано из оригинала (PDF) 4 июля 2008, Дата обращения: 27 июля 2009
- van Driem, George (2004), Language as organism: A brief introduction to the Leiden theory of language evolution, in Ying-chin, Lin; Fang-min, Hsu; Lee, Chun-chih; Jackson, T. S.; Yang, Hsiu-fang; Dah-ah, Ho (eds.), Studies on Sino-Tibetan Languages: Papers in Honor of Professor Hwang-cherng Gong on his Seventieth Birthday, Language and Linguistics Monograph Series W-4, Taipei: Institute of Linguistics, Academia Sinica, pp. 1–9
- van Driem, George (2003), The Language Organism: The Leiden theory of language evolution, in Mírovský, Jiří; Kotěšovcová, Anna; Hajičová, Eva (eds.), Proceedings of the XVIIth International Congress of Linguists, Prague, July 24-29, 2003, Prague: Matematicko-fyzikální fakulty Univerzity Karlovy
- van Driem, George (2003), Tibeto-Burman Phylogeny and Prehistory: Languages, Material Culture and Genes, in Bellwood, Peter; Renfrew, Colin (eds.), Examining the farming/language dispersal hypothesis, (Ch. 19)
- George van Driem. Languages of the Himalayas: An Ethnolinguistic Handbook of the Greater Himalayan Region : Containing an Introduction to the Symbiotic Theory of Language (англ.). — Brill, 2001. — P. 1412. — ISBN 9004120629.
- George van Driem; Karma Tshering of Gaselô (collab). Dzongkha (неопр.). — Leiden: Research School CNWS, School of Asian, African, and Amerindian Studies, 1998. — (Languages of the Greater Himalayan Region). — ISBN 905789002X.
- van Driem, George (1993). Language policy in Bhutan. SOAS, London. Архивировано 1 ноября 2010.
- George van Driem. A Grammar of Dumi (неопр.). — Mouton De Gruyter, 1993. — С. 472. — ISBN 3110123517.
- George van Driem. Een eerste grammaticale verkenning van het Bumthang, een taal van Midden-Bhutan, met een overzicht van de talen en volkeren van Bhutan (нид.).
- George van Driem. The Grammar of Dzongkha (неопр.). — Thimphu, Bhutan: RGoB, Dzongkha Development Commission (DDC), 1992.
- George van Driem. Guide to Official Dzongkha Romanization (неопр.). — Thimphu, Bhutan: Dzongkha Development Commission (DDC), 1991.
- George van Driem. The First Linguistic Survey of Bhutan (неопр.). — Thimphu, Bhutan: Dzongkha Development Commission (DDC), n.d..
- George van Driem. A Grammar of Limbu (неопр.). — Mouton De Gruyter, 1987. — С. 565. — ISBN 3110112825.